# 코리 시거
코리 드루 시거(Corey Drew Seager, 1994년 4월 27일~)는 미국의 프로 야구 선수로, 메이저 리그 베이스볼의 텍사스 레인저스에서 유격수로 활동 중이다.
시거는 2012년 메이저 리그 베이스볼 드래프트의 첫 라운드에서 LA 다저스에 선발되었고, 2015년 메이저 리그에 데뷔하였다. 2016년에는 내셔널 리그 올해의 루키에 선정되었다. 2016년과 2017년 메이저 올스타로 선정되었으며, 한때 최장신(193CM) 유격수 타이 기록을 보유하기도 하였다. 이는 후에 오닐 크루즈(201cm)에 의해 갱신되었다. 2020년 내셔널 리그 챔피언십 시리즈 최우수 선수(MVP)에 선정되었으며, 2020년 월드 시리즈에서 첫 월드 시리즈 우승을 기록하였고, 시리즈 MVP에도 선정되었다.
2021년 11월, 10년 3억 2,500만 달러 자유계약(FA)으로 텍사스 레인저스로 팀을 옮겼다. 2023년 월드 시리즈에서 우승하였으며, 시리즈 MVP에 선정되었다. 2020년 월드 시리즈에 이은, 각각 개인 통산 두 번째 기록이다.

## 어린 시절
노스캐롤라이나주 콩코드에서 제프와 조디 시거에게 태어난 시거는 3형제 중에 막내이다. 그의 형 카일 시거는 시애틀 매리너스를 위하여 활약한 3루수이다. 둘째 형 저스틴은 2013년 메이저 리그 베이스볼 드래프트의 12번째 라운드에서 드래프트되었다. 시거는 뉴욕 양키스의 팬으로 자라와 데릭 지터를 우상화하였다.

## 야구 경력

### 아마추어
시거는 콩코드에 있는 노스웨스트 캐바러스 고등학교에서 수학하였다. 그는 대학 야구 장학금에 사우스캐롤라이나 대학교에서 수학하는 데 약속하였다. 메이저 리그 베이스볼의 로스앤젤레스 다저스는 그해 2012년 메이저 리그 베이스볼 드래프트 전체 18위 선발과 함께 첫 라운드에서 선발되었다. 그는 대학에서 수학하는 대신 다저스와 함께 계약을 맺는 데 2억 3천 5백만 달러의 사이닝 보너스를 받았다.

### 마이너 리그
시거는 파이오니어 리그의 오그던 랩터스와 함께 자신의 프로 경력을 시작하여 2012년 46개의 경기들에서 .309의 타구 평균을 가졌다. 그는 2013년을 위하여 클래스 A 미드웨스트 리그의 그레이트레이크스 룬스로 승진되었다. 그는 룬스를 위하여 74개의 경기들에서 12개의 홈런과 57개의 타점과 함께 .309 점을 타구하여 8월 3일 클래스 A 진출 캘리포니아 리그의 랜초쿠카몽가 퀘이크스로 승진되었다. 새로운 수준에 27개의 경기들에서 시거는 2013년 정규 시즌 후에 애리조나 폴 리그에서 글렌데일데저트 독스를 위하여 활약하여 리그의 폴스타스 경기에서 활약하는 데 선발되었다.
2014년 시거는 퀘이크스를 위하여 18개의 홈런과 70개의 타점과 함께 .352 점을 타구하여 미드시즌 캘리포니아 리그 올스타 팀으로 선발되었다. 그는 그해 올스타 퓨처스 게임에서 USA 팀을 위하여 활약하였다. 퓨처스 게임 후에 그는 클래스 AA 서던 리그의 채터누가 룩아우츠로 승진되었다. 룩아우츠와 함께 38개의 경기들에서 활약하겨 .345 점을 타구하였다.
2014년 시거는 캘리포니아 리그의 MVP로 임명되었다. 그는 또한 베이스볼 아메리카의 마이너 릭 올스타 팀으로 선발되기도 하였다. 9월 26일 다저스는 작 페더슨과 더불어 시거가 조직의 "올해의 마이너 리그 선수" 상의 공동 수상자였다는 것을 공고하였다.
시거는 2015년 다저스의 메이저 리그 봄 훈련으로 비등록 초청을 받았다. MLB.com는 2015년 시즌으로 들어가는 야구에서 7번째 최고 전망 선수로 그를 랭킹에 놓았고, 베이스볼 아메리카는 2015년 그를 5위의 전망 선수로 임명하였다. 다저스는 2015년 시즌을 시작하는 데 자신들의 새로운 AA 제휴팀 텍사스 리그의 털사 드릴러스로 시거를 지정하였다. 드릴러스와 함께 20개의 경기들에서 시거는 5개의 홈런과 15개의 타점과 함께 .375 점을 타구하였다. 레이저 샤인스 감독은 그에 관하여 "난 이 아이를 설명하는 데 말을 다 써버렸다. 그는 굉장하다."라고 말하였다.
그해 5월 1일 시거는 클래스 AAA 퍼시픽 코스트 리그의 오클라호마시티 다저스로 승진되었다. 5월 28일 솔트레이크 비스를 상대로 경기에서 시거는 하나의 홈런과 6개의 타점을 포함하여 6개의 타석에서 6개의 안타를 가졌다. 그는 한 경기에서 6개의 안타를 기록하는 데 오클라호마시티 프랜차이즈의 역사상 두번째 선수였다. 그는 미드시즌의 퍼시픽 코스트 리그 올스타 팀으로 선발되었다. 오클라호마시티를 위한 104개의 경기들에서 시거는 13개의 홈런과 59개의 타점과 함께 .276 점을 타구하였다. 베이스볼 아메리카는 그를 자신들의 마이너 리그 올스타 팀으로 선발하였고 AAA 올스타와 AAA 올해의 선수로 임명하였다.

### 로스앤젤레스 다저스 (2015년-2021년)

#### 2015년
2015년 9월 3일 로스앤젤레스 다저스는 메이저 리그로 시거를 소집하였고, 그는 샌디에이고 파드리스를 상대로 출발 유격수로서 그날 밤 자신의 데뷔를 이루었다. 그는 파드리스의 콜린 리아의 우익으로 2루타로서 자신의 첫 메이저 리그 베이스볼 안타와 함께 자신의 데뷔에서 4개의 타석과 2개의 타점과 함께 2개의 안타를 가졌다.
9월 12일 애리조나 다이아몬드백스를 상대로 시거는 조시 콜멘터에 자신의 첫 메이저 리그 홈런, 하나의 볼넷과 하나의 도루와 함께 4 루 4 타였으며 켄 그리피 주니어와 오를란도 세페다에 이어 그 업적을 성취하는 데 역사상 3번째 최연소 선수로 자신을 만들었다. 9월 21일 시거는 다저스 신기록으로 자신의 첫 16개의 메이저 리그 출발에서 안전하게 본루에 도달하여 빌 러셀을 통과하였다. 그는 4개의 홈런과 17개의 타점과 다저스와 함께 27개의 경기들에서 .337 점을 타구하여 경기의 막판 아래로 다저스의 출발 유격수로서 지미 롤린스를 대체하였다. 그는 그해 내셔널 리그 디비전 시리즈의 첫 경기에서 다저스를 위하여 출발 유격수였으며 프랜차이즈 역사상 포스트시즌을 시작하는 데 자신을 최역소 포지션 선수로 만들었다.

#### 2016년

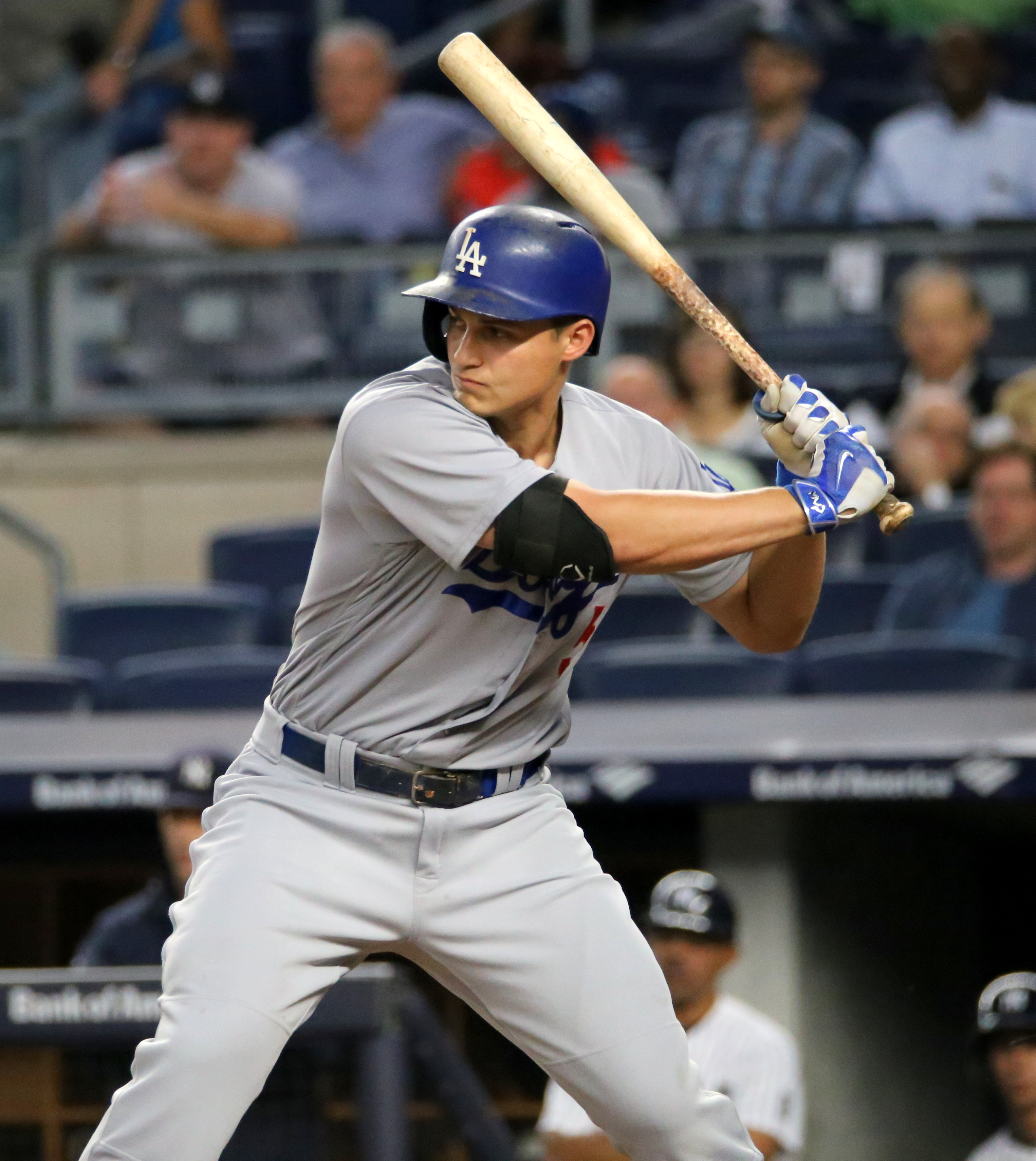
뉴욕 양키스를 상대로 경기에서

2016년 다저스 오프닝 데이 출발 유격수 시거는 1944년 진 모치 이래 다저스를 위하여 최연소 선수가 되었다. 6월 3일 시거는 애틀랜타 브레이브스를 상대로 경기에서 3개의 홈런을 쳤다. 그는 2000년 케빈 엘스터 이래 그렇게 하는 데 첫 다저스 유격수로 그 위업을 성취하는 데 메이저 리그 역사상 최연소 유격수이자 전체로 6번째 최연소 선수였다. 시거는 6월을 위하여 "이번 달의 내셔널 리그 루키"로 임명되었고, 내셔널 리그 올스타 팀으로 활약하는 데 선발되었다. 그는 또한 홈런 더비에 참가하여 15개의 홈런을 치면서 첫 라운드를 지나 진출하는 데 실패하였어도 더비 역사상 다저스 선수를 위하여 두번째로 최고의 총계였다.
8월 6일 시거는 시즌의 자신의 31번째 2루타를 쳐 다저스 루키 신기록을 세우는 데 에릭 캐로스를 앞섰으며 이틀 후에 그는 시즌의 자신의 20번째 홈런을 쳐 유격수에 의한 한 시즌에서 홈런을 위한 다저스 기록의 단독 소유를 위하여 핸리 라메레스를 앞섰다. 8월 22일 그는 자신의 22번째 홈런을 쳐 프랜차이즈 기록을 위하여 글렌 라이트를 동점매겼다. 8월 27일 그는 시카고 컵스의 제이슨 해멀에 첫 이닝 홈런과 함께 기록의 단독 소유를 차지하는 데 라이트를 앞섰다. 그와 그의 형 카일은 각각 같은 시즌에 25개 혹은 이상의 홈런을 치는 데 메이저 리그 역사상 형제의 첫 쌍이 되었다. 9월 17일 2개의 안타와 함께 시거는 다저스 루키에 의한 한 시즌에서 가장 많은 안타로 스티브 색스 (1982년)를 앞섰다. 9월 20일 그는 한 시즌에 40개의 2루타를 치는 데 첫 다저스 루키가 되었다. 스포팅 뉴스와 플레이어스 초이스 어워드 같이 베이스볼 아메리카는 2016년 "올해의 루키"로서 그를 선발하였다. 시거는 자신의 .308 점과 .510 점과 함께 타구 평균과 장타율에서 최고 10위 중에 끝내는 데 디비전 시대에 겨우 4번째 선수로 더스티 베이커, 마이크 피아자와 앨버트 푸홀스에 가입하였다.
시거는 워싱턴 내셔널스를 상대로 내셔널 리그 디비전 시리즈의 첫 경기의 첫 이닝에서 홈런을 쳐 포스트시즌 홈런을 치는 데 역사상 최연소 다저스 선수가 되었다. 그는 디비지너 시리즈에서 2개의 홈런과 함께 .130 점, 내셔널 리그 챔피언십 시리즈에서 홈런 없이 .286 점을 타구하였다.
시즌 후에 시거는 실버 슬러거 상이 수여되어 그 상을 수상하는 데 3번째 다저스 루키가 되었다. 그는 또한 "올해의 내셔널 리그 루키" 상과 최고 루키로서 이슈어런스 MLB/야구 올해상의 만장 일치 수상자이기도 하였다.

#### 2017년

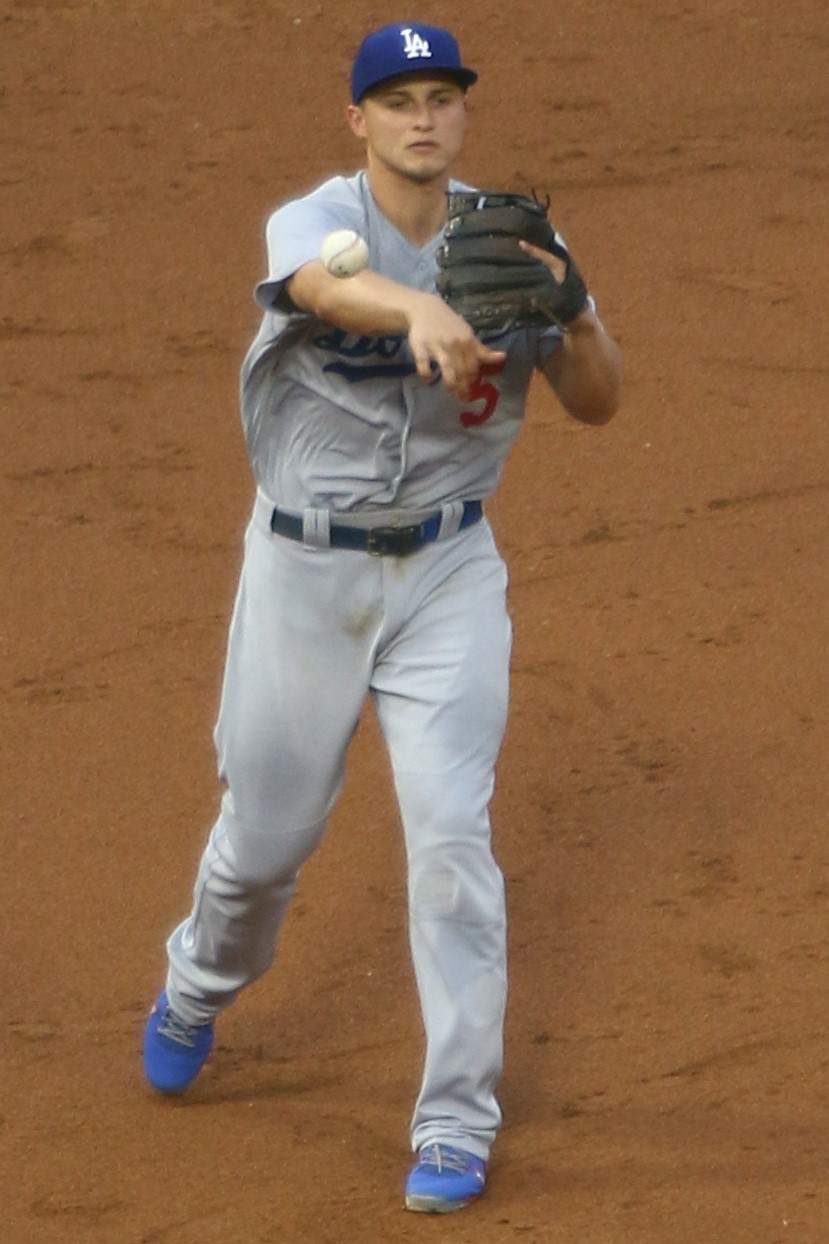
2017년의 시거

2017년 6월 20일 시거는 뉴욕 메츠를 상대로 자신의 2번째 경력 3개 홈런 경기를 가졌다. 그는 22개의 홈런과 함께 .295/.375/.479 점을 타구하여 자신의 2연속 올스타 경기로 임명되었고, 자신의 2연속 실버 슬러거 상을 수상하여 1993년부터 1997년까지 마이크 피아자가 5연속 수상한 이래 연이어 상을 수상하는 데 첫 다저스 선수가 되었다. 그는 9월 자신의 활약 시간과 유호성을 줄인 쓰라린 팔꿈치에 의하여 시즌의 말기에 괴롭혀졌다.
그해 내셔널 리그 디비전 시리즈의 3번째 경기에서 등 부상이 그해 내셔널 리그 챔피언십 시리즈를 위한 다저스 명단에서 그를 제외시켰다. 하지만 그는 2017년 월드 시리즈를 위한 명단으로 돌아왔다. 그는 월드 시리즈에서 하나의 홈런과 하나의 2루타를 포함한 27개의 타석에서 6개의 안타를 가졌으나 다저스는 7개의 경기에서 휴스턴 애스트로스에게 시리즈를 패하였다.

#### 2018년
4월 30일 시거는 오른쪽 주관절 내측측부인대 긴장과 진단되어 토미 존 수술를 필요로 하여 그가 2018년 시즌의 나머지를 놓치는 원인을 가져왔다. 그는 자신이 활약한 26개의 경기들에서 2개의 홈런과 13개의 타점과 함께 27 루 101 타 (.267)였다. 그는 또한 8월 7일 자신의 왼쪽 절강이에 관절경 수술을 받았다.

#### 2019년
시거는 2018년~2019년 오프시즌 동안 처음으로 중재를 위하여 적격이었다. 그는 4백만 달러를 위하여 다저스와 함께 1년 거래로 동의하였다.
6월 11일 시거는 주루한 동안 자신의 왼쪽 햄스트링이 긴장되어 이어진 날로 10일간 부상자 명단 소급에 놓였다. 자기공명영상은 1등급에서 2등급 긴장의 진단을 확증하였다. 부상에 대비하여 시거는 자신의 마지막 37개 타석 (7개의 2루타를 포함하여 18개의 타석) 동안 .495 점을타구하였다. 그는 7월 10일 부상자 명단으로부터 활동적이었고, 이틀 후에 보스턴 레드삭스를 상대로 순서의 상단에 시즌 타구의 후반을 시작하였다. 시거는 19개의 홈런과 함께 .272/.335/.483 점을 타구한 정규 시즌을 끝냈고, 활약의 한달을 놓침에 불구하고 그는 44개의 2루타 (내셔널 리그를 이끄는 데 동점)와 87개의 타점과 함께 경력 사상 신기록을 세웠다.

#### 2020년
자신의 2번째 중재 적격 시즌에서 시거는 다저스와 1년, 7천 6백만 달러 계약으로 동의하였다. 8월 17일 코리는 메이저 리그 베이스볼 경기에서 처음으로 자신의 형인 매리너스 3루수 카일을 향하였고 경기에서 둘다 홈런을 쳐 2001년 6월 7일 세사르 크레스포와 펠리페 크레스포가 그렇게 한 이래 같은 경기에서 홈런을 치는 데 형제의 첫 쌍이 되었다. 시거 형제의 8월 17일 만남의 감정과 만남으로 이어지는 배경은 다저스의 공식 유튜브 채널에 미니도큐멘터리에서 발간되었다.
시거는 60개의 경기들 중 51개에서 활약한 2020년 정규 시즌을 완료하였고 .307/.358/.585 점을 타구하였다. 다저스에 전체 자격을 얻은 타자들 중에 시거는 타구 평균, 장타율, 안타 (65), 2루타 (12)와 타점 (41)에서 팀을 이끌었다. 시거는 부분적으로 자신의 경력 사상 93.2mph 스태트캐스트 평균 출구 속도와 증거가 보이면서 완전하게 건강한 것으로 시즌 동안 자신의 타구 성공의 거의를 귀착시켰다. 방어에 그는 .952에 메이저 리그 유격수들 중에 최고 수비율을 가졌다. 그는 2020년 내셔널 리그 챔피언십 시리즈에서 MVP로, 그러고나서 2020년 월드 시리즈의 MVP로 임명되었다. 챔피언십 시리즈와 월드 시리즈 사이에 시거는 7개의 홈런과 16개의 타점과 함께 .347/.439/.816 점을 타구하였다.

#### 2021년
자신의 3번째이자 최종 중재-자격 시즌에 시거는 다저스와 1년, 1천 3백 75만 달러의 계약으로 동의하였다.  5월 15일 시거는 마이애미 말린스의 로스 데트윌러에 의한 투구에 맞았을 때 오른손이 부러졌다.  2021년 9월 26일 시거는 애리조나 다이아몬드백스의 움베르토 메히아에 자신의 100번째 경력 홈런을 쳤다.  시즌을 위하여 그는 16개의 홈런과 57개의 타점과 함께 .306 점을 쳤다.  포스트시즌에 그는 와일드 카드 게임에서 3개의 타수에 무안타를 당하여 2021년 내셔널 리그 디비전 시리즈에서 21개의 타수 (.238 평균)에 5개의 안타를 가졌고 내셔널 리그 챔피언십 시리즈에서 2개의 홈런과 함께 24개의 타수 (.167)에서 4개의 안타를 가졌다.

### 텍사스 레인저스 (2022년-현재)

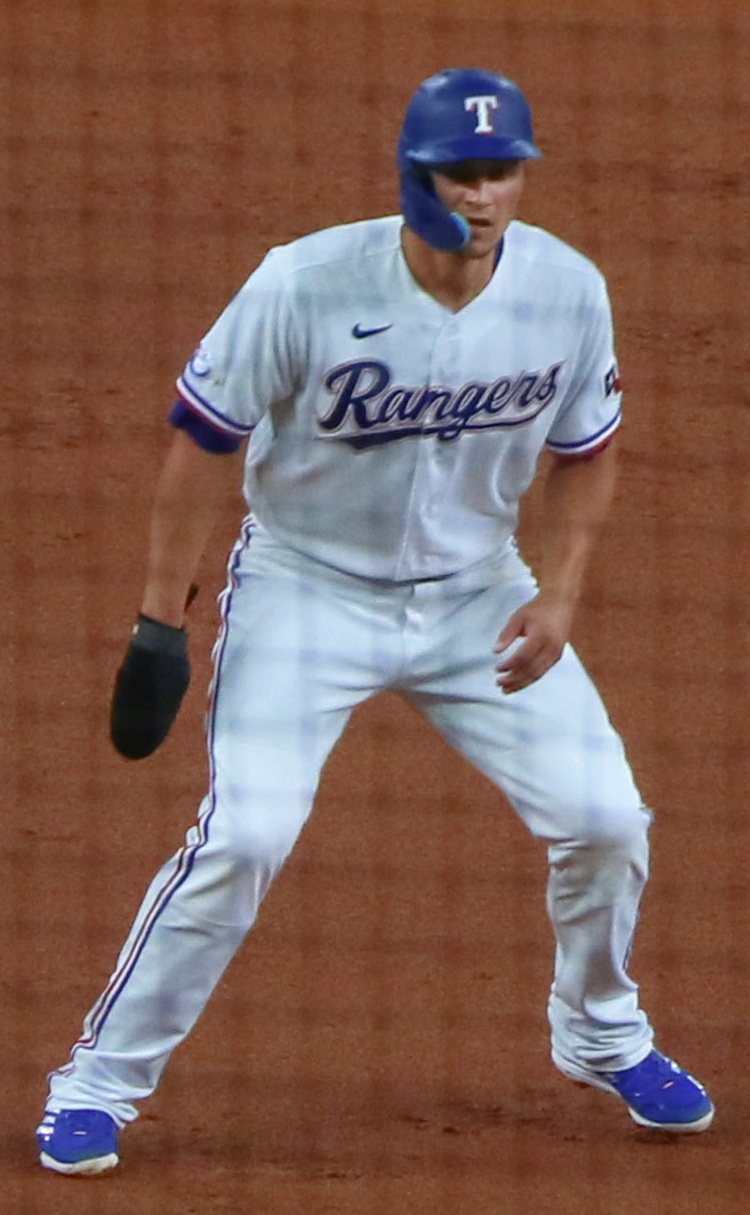
텍사스 레인저스로 이적 후 (2022년)

2021년 12월 1일 시거는 텍사스 레인저스와 함께 10년, 3억 2천 5백만 달러의 계약을 맺었다.  계약은 레인저스 프랜차이즈 역사상 가장 컸으며 2000년 알렉스 로드리게스의 2억 5천 2백만 달러 거래의 기록을 앞섰다.
2022년 시거는 .245/.317/.455 점을 타구하여 전체 메이저 리그 타자들 (9.0 퍼센트)의 가장 낮은 스트라이크 퍼센티지를 가졌다.  자신의 타구 평균이 경력 최저의 .245 점이었어도 그는 경력 사상 33개의 홈런을 쳤다.  그는 또한 자신의 첫 아메리칸 리그 올스타 팀으로 임명되었다.

#### 2023년:포스트시즌 운영과 두번째 월드 시리즈 MVP
2023년 시거는 33개의 홈럼과 경력 사상 96개의 타점과 함께 .327/.390/.623 점을 타구하여 2루타 (42개)와 세게 친 볼 (48.4 퍼센트)에서 아메리칸 리그를 이끌었다.  그는 2년속 해를 위하여 올스타 팀으로 임명되었다.  그는 아메리칸 리그 MVP 투표에서 오타니 쇼헤이에 밀려 2위를 하고 동료 선수 마커스 세미엔은 3위로 왔다.  2023년 월드 시리즈에서 시거는 5개의 경기에서 레인저스가 다이아몬드백스를 꺾는 도움을 주는 데 3개의 홈런과 6개의 타점과 함께 .286 점을 쳤다.  그는 월드 시리즈 MVP 상을 두번이나 수상하는 데 역사상 4번째 선수가 되었으며 두번째 포지션 선수로서 그리고 2개의 다른 팀들과 그렇게 하는 데 두번째 선수로서 레지 잭슨에 가입하였고 아메리칸 리그와 내셔널 리그 둘다에서 수상하는 데 첫 선수가 되었다.

#### 2024년
2024년 8월 29일 시거는 시카고 화이트삭스를 상대로 자신의 200번째 경력 홈런을 기록하였다.  그는 이 이정표를 도달하는 데 메이저 리그 역사상 순수하게 좌투 유격수가 되어 전체로서 15번째이다.
9월 4일 시거는 자신의 오른쪽에 스포츠 탈장으로 드러났던 오른쪽 엉덩이 불편감으로 부상자 명단에 놓였고 부상으로 인하여 그는 2024년 시즌의 나머지를 놓칠 것이었다.  2024년 123개의 경기에서 30개의 홈런과 74개의 타점과 마께 .278/.353/.512 점을 쳤다.

## 수상과 업적

### 수상
- 올스타 퓨처스 게임 선발(2014년)
- 애리조나 폴 리그 폴스타 선발(2013년)
- 베이스볼 아메리카 트리플 A 올해의 마이너 리그 선수(2015년)
- 베이스볼 아메리카 올해의 루키(2016년)
- 캘리포니아 리그 MVP(2014년)
- 최고 루키로서 이슈어런스 MLB/올해의 야구 상(2016년)
- 홈런 더비 참가 선수(2016년)
- 5회 메이저 리그 베이스볼 올스타 선발(2016년, 2017년, 2022년-2024년)
- 내셔널 리그 이번달의 루키(2016년 6월)
- 내셔널 리그 올해의 루키(2016년)
- 내셔널 리그 뛰어난 루키로 플레이어스 초이스 어워드(2016년)
- 3회 실버 슬러거 상(2016년, 2017년, 2023년)
- 스포팅 뉴스 올해의 내셔널 리그 루키(2016년)
- 탑스 올스타 루키 틴(2016년)
- 이번주의 내셔널 리그 선수 (2019년 9월 15일~21일)
- 2020년 내셔널 리그 챔피언십 시리즈 MVP
- 2020년 월드 시리즈 MVP
- 2023년 월드 시리즈 MVP

### 업적
- 한 시즌에 유격수에 의하여 홈런을 위한 로스앤젤레스 다저스 기록 (2016년 26개)
- 본루에 도달한 5연속 메이저 리그 출발 선수들을 위한 로스앤젤레스 다저스 기록 (2015년 9월 21일 16개)
- 같은 시즌에 각각 최소의 25개의 홈런을 치는 데 형제의 첫 쌍으로서 카일 시거와 나눈 메이저 리그 베이스볼 기록 (2016년)
- 한 경기에 3개의 홈런을 치는 데 최연소 유격수이자 전체 6번째 최연소 선수로서 메이저 리그 베이스볼 기록 (2016년 6월 4일)
- 포스트 시즌 시리즈에서 5개의 홈런을 치는 데 첫 유격수 (2020년 내셔널 리그 챔피언십 시리즈)

## 연도별 타격 성적
| 연 도  | 소 속 | 경 기 | 타 석 | 타 수 | 득 점 | 안 타 | 2 루 타 | 3 루 타 | 홈 런 | 루 타 | 타 점 | 도 루 | 도 루 자 | 희 생 번 | 희 생 플 | 볼 넷 | 고 4 | 사 구 | 삼 진 | 병 살 타 | 타 율 | 출 루 율 | 장 타 율 | O P S |
| ------ | ----- | ----- | ----- | ----- | ----- | ----- | ------- | ------- | ----- | ----- | ----- | ----- | -------- | -------- | -------- | ----- | ---- | ----- | ----- | -------- | ----- | -------- | -------- | ----- |
| 2015년 | LAD   | 27    | 113   | 98    | 17    | 33    | 8       | 1       | 4     | 55    | 17    | 2     | 0        | 0        | 0        | 14    | 1    | 1     | 19    | 2        | .337  | .425     | .561     | .986  |
| 2016년 | LAD   | 157   | 687   | 627   | 105   | 193   | 40      | 5       | 26    | 321   | 72    | 3     | 3        | 0        | 2        | 54    | 5    | 4     | 133   | 12       | .308  | .365     | .512     | .877  |
| 2017년 | LAD   | 145   | 613   | 539   | 85    | 159   | 33      | 0       | 22    | 258   | 77    | 4     | 2        | 0        | 3        | 67    | 5    | 4     | 131   | 14       | .295  | .375     | .479     | .854  |

- 2017시즌 종료 기준
- 각년도의 굵은 글씨는 리그 최고